# Centumal (cognom romà)
Centumal (en llatí: Centumalus) fou un cognom romà. És conegut per haver estat el cognom emprat per la branca dels Fulvi Centumal, de la gens Fúlvia; no obstant això, també consta com a cognom portat per membres de la gens Clàudia.
Personatges destacats amb aquest cognom van ser:
- Gneu Fulvi Màxim Centumal, cònsol el 298 aC
- Gneu Fulvi Centumal, cònsol el 229 aC
- Gneu Fulvi Centumal, cònsol el 211 aC
- Marc Fulvi Centumal, pretor urbà el 192 aC